# 本·丘尔顿
本·丘尔顿（英語：Ben Cureton，1981年2月11日—），澳大利亚男子赛艇运动员。他曾代表澳大利亚参加2004年、2008年和2012年夏季奥林匹克运动会赛艇比赛，其中2004年奥运会获得一枚银牌。